# Hans von Aachen

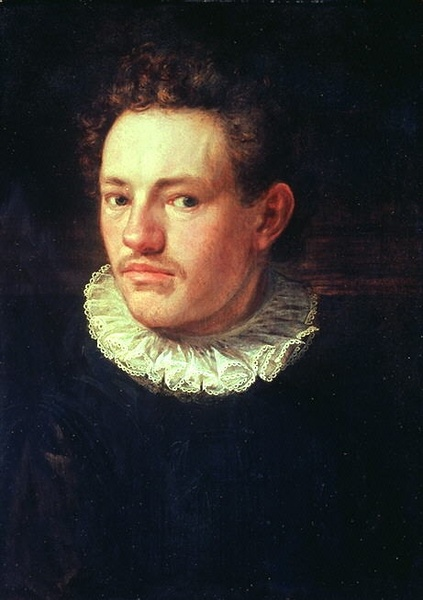
Hans von Aachen, Zelfportret, circa 1574, Keulen, Wallraf-Richartz-Museum

Hans von Aachen (Keulen, 1552 - Praag, 4 maart 1615) was een Duits maniëristisch schilder van portretten, genrestukken en mythologische en godsdienstige taferelen.

## Biografie

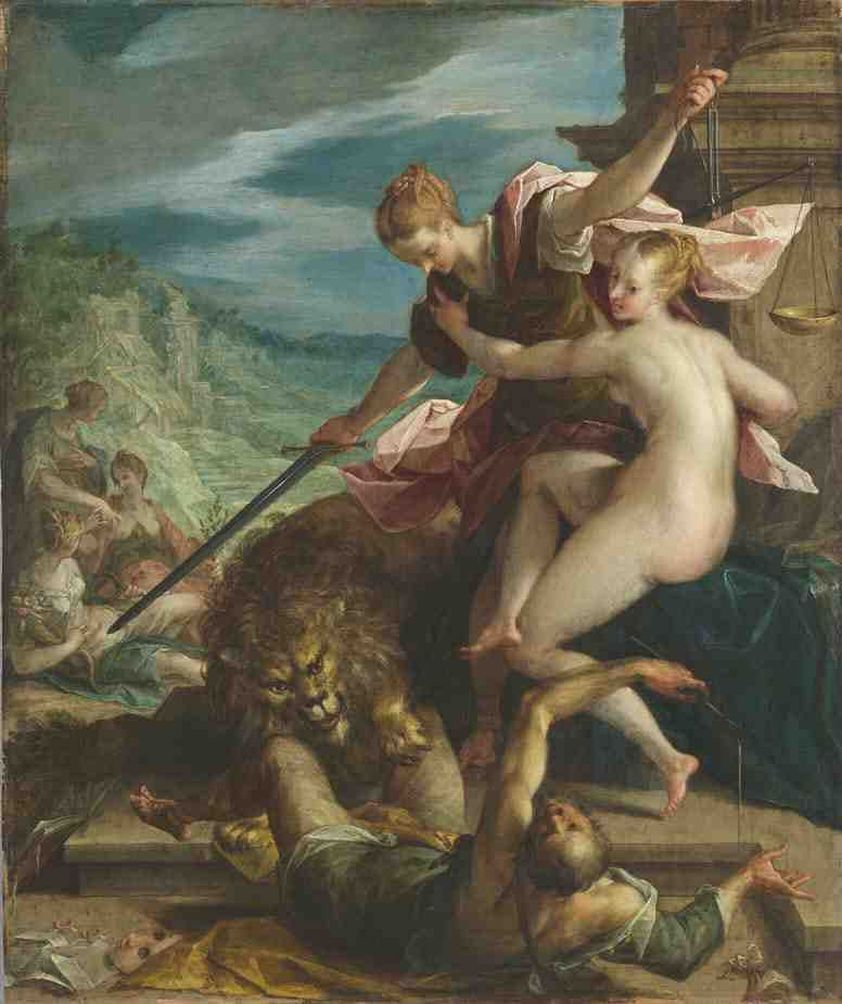
Triomf van de Waarheid onder bescherming van de Gerechtigheid (1598), München, Alte Pinakothek

Zijn naam is afgeleid van de geboorteplaats van zijn vader, Aken in Duitsland. Andere variaties van de naam omvatten Johann von - en - von Achen.
Von Aachen begon in 1568 te schilderen in Duitsland als leerling van de Vlaamse meester E. Jerrigh. Hij verhuisde naar Italië in 1574 voor studie. Hij reisde naar Rome en Florence, maar kwam uiteindelijk in Venetië terecht, waar hij de invloed onderging van Tintoretto, Correggio, Michelangelo en andere Italiaanse maniëristen. Tijdens heel zijn leven werd hij beïnvloed door de stijl van Bartholomeus Spranger en Hendrick Goltzius die de kunstscene tegelijkertijd in Duitsland overheersten.
Hij keerde terug naar Duitsland in 1588 op uitnodiging van het hof in München en werd bekend als schilder van portretten voor edelen. Hij schilderde verscheidene werken voor hertog Willem V van Beieren. Hij huwde in München met Regina, de dochter van de componist Orlando di Lasso. Vanuit München kwam hij in contact met het keizerhof in Praag. In 1592 werd hij benoemd tot officiële schilder van keizer Rudolf II. Von Aachen verbleef van 1592 tot 1601 in Wenen en ging vervolgens naar Praag, waar hij op commissie van keizer Rudolf II, en later voor keizer Matthias I, bleef schilderen.
In Praag werd hij naast kunstschilder ook een bekend kunsthandelaar en diplomaat. In deze functie maakte hij vele reizen naar het buitenland. Tevens werd hij, gelijktijdig met Bartholomeus Spranger, voor zijn diensten geridderd door Rudolf II.
Onder Von Aachens leerlingen waren Peter Isaak en Joseph Heintz.

## Werk
Von Aachen ontleende zijn onderwerpen vooral aan de godsdienst, de mythologie en de allegorie. Hij schilderde fraaie imitaties van Italiaanse werken : Jupiter en Antiope, Triomf van de waarheid. Zijn stijl hield het midden tussen de kleurrijke Venetiaanse manier en het Nederlands realisme met een flinke scheut Florentijns maniërisme. 